# Amborotragus
Amborotragus is een kevergeslacht uit de familie van de boktorren (Cerambycidae). De wetenschappelijke naam van het geslacht werd voor het eerst geldig gepubliceerd in 2013 door Clarke.

## Soorten
Amborotragus is monotypisch en omvat slechts de volgende soort:
- Amborotragus vestigiepimeron Clarke, 2013